# Cavalier Mustang
Cavalier Mustang je lahki enomotorni jurišnik, ki ga je razvil ameriški Cavalier Aircraft na podlagi lovca iz 2. svetovne vojne North American P-51 Mustang. Sprva je bil zasnovan kot visokosposobno športno letalo, kasneje so spremenili v lahkega jurišnika. Cavalier Mustanga je poganjal isti motor kot P-51 in sicer V-motor Rolls-Royce Merlin.
Na podlagi tega letala so razvili turbopropelerskega Piper PA-48 Enforcer. 

## SpecifikacijeCavalier F-51D)
Splošne karakteristike
- Posadka: 1
- Dolžina: 34 ft 2 in (10,40 m)
- Razpon kril: 41 ft 4 in (12,60 m)
- Višina: 13 ft 1 in (4,00 m)
- Površina kril: 408 ft² (37,9 m²)
- Teža praznega letala: lb (kg)
- Naložena teža: 12000 lb (6350 kg)
- Pogon letala: 1 ×  Hamilton Standard 4-kraki Rolls-Royce Merlin 724, 1720 KM (1831 kW)

 Zmogljivost 
- Maks. hitrost: 440 mph (708 km/h)
- Doseg: 2000 milj (3218 km)
- Višina leta: 41000 ft (11465 m)
- Hitrost vzpenjanja: 3000 ft/min (m/s)
- Obremenitev kril: 34 lb/ft² (167 kg/m²)
- Razmerje moč/teža: 0,18 KM/lb (0,29 kW/kg)

Oborožitev

- šest podkrilnih nosilcev in 6x 0.50 cal (12.7 mm) strojnic